# Yeonwoo
Yeonwoo (연우?, 妍雨?, Yeon-uLR, Yŏn-uMR), pseudonimo di Yi Da-bin (이다빈?, 李多斌?, I Da-binLR, Yi TabinMR; Chungju, 1º agosto 1996), è un'attrice ed ex cantante sudcoreana.
Ha iniziato la sua carriera nel 2016 come componente del girl group Momoland sotto la MLD Entertainment. Le ha lasciate nel 2019 per dedicarsi alla recitazione, apparendo in diverse serie televisive tra cui Alice (2020), Dalli-wa gamjatang (2021) e High School in Seoul - La scuola dei ricchi (2022). Per quest'ultima ha ricevuto il premio come miglior nuova attrice agli MBC Drama Award 2022. Nel 2023 è stata scritturata come protagonista femminile della serie TV Numbers: Bildingsup-ui gamsijadeul.

## Filmografia

### Televisione
- Geunyeoneun geojinmar-eul neomu saranghae (그녀는 거짓말을 너무 사랑해?) – serie TV, episodio 6 (2017)
- Widaehan yuhokja (위대한 유혹자?) – serie TV, episodio 3 (2018)
- Ssamnida cheollima mart (쌉니다 천리마마트?) – serie TV (2019)
- Touch (터치?) – serie TV (2020)
- Alice (앨리스?) – serie TV (2020)
- Live On (라이브온?) – serie TV (2020-2021)
- Barampimyeon jungneunda (바람피면 죽는다?) – serie TV (2020-2021)
- Dalli-wa gamjatang (달리와 감자탕?) – serie TV (2021)
- High School in Seoul - La scuola dei ricchi (금수저?) – serie TV (2022)
- Numbers: Bildingsup-ui gamsijadeul (넘버스: 빌딩숲의 감시자들?) – serie TV (2023)
- Uri, jip (우리, 집?) – serie TV (2024)
- Gaesori (개소리?) – serie TV (2024)
- Ok-ssi bu-in jeon (옥씨부인전?) – serie TV (2024)

## Riconoscimenti
- KBS Drama Award[10]
  - 2024 – Premio all'eccellenza, attrice in una miniserie per Gaesori
  - 2024 – Miglior coppia (con Lee Soon-jae e Ari) per Gaesori
- MBC Drama Award[8]
  - 2022 – Miglior nuova attrice per High School In Seoul - La scuola dei ricchi